# Camilo José Cela Trulock

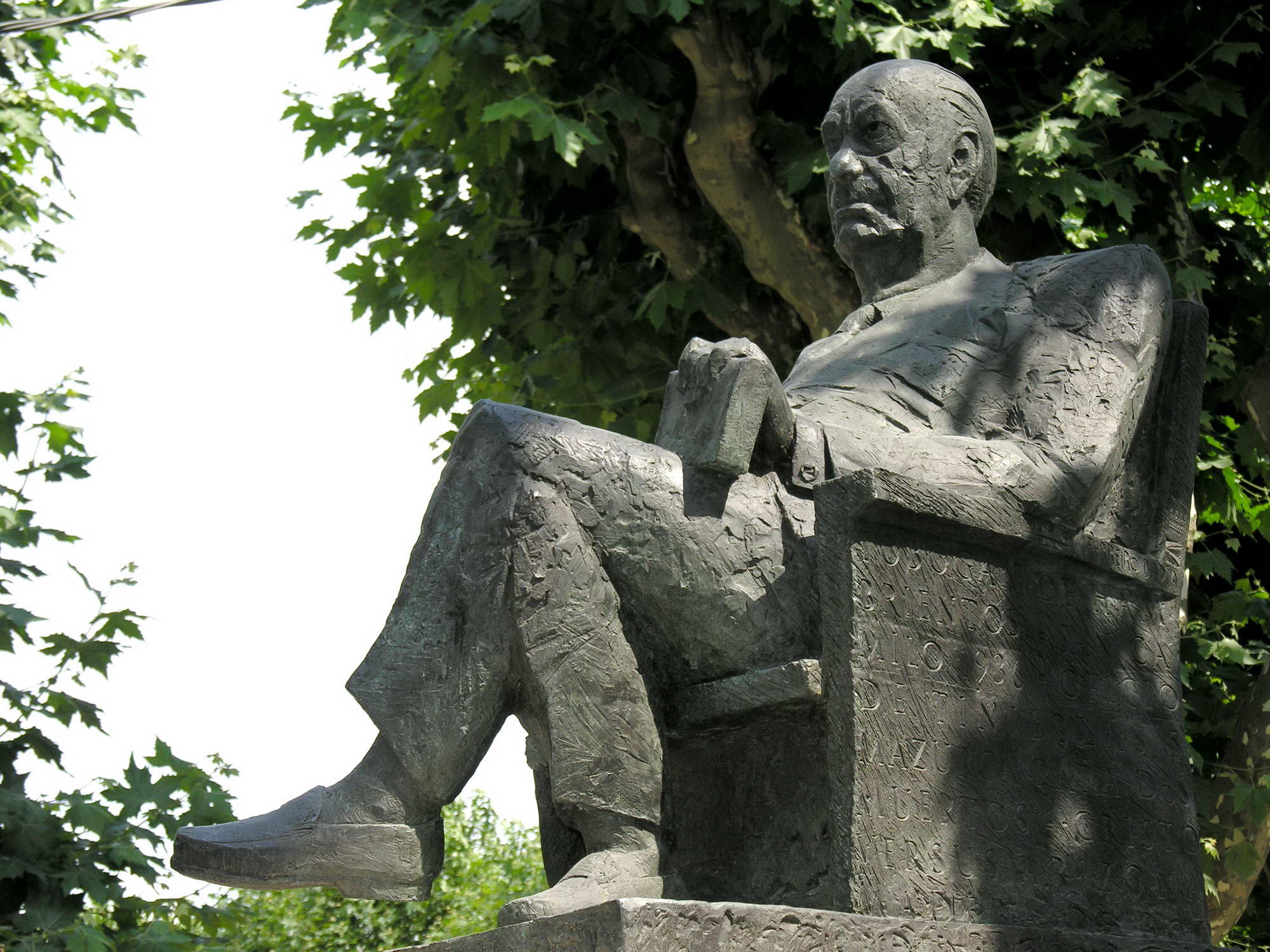
Estàtua en honor de Camilo José Cela situada a Padrón

Camilo José Cela Trulock, 1r marquès d'Iria Flavia (Iria Flavia, Padrón, 11 de maig de 1916 - Madrid, 17 de gener de 2002), fou un escriptor espanyol, guardonat amb el Premi Nobel de Literatura el 1989.

## Biografia

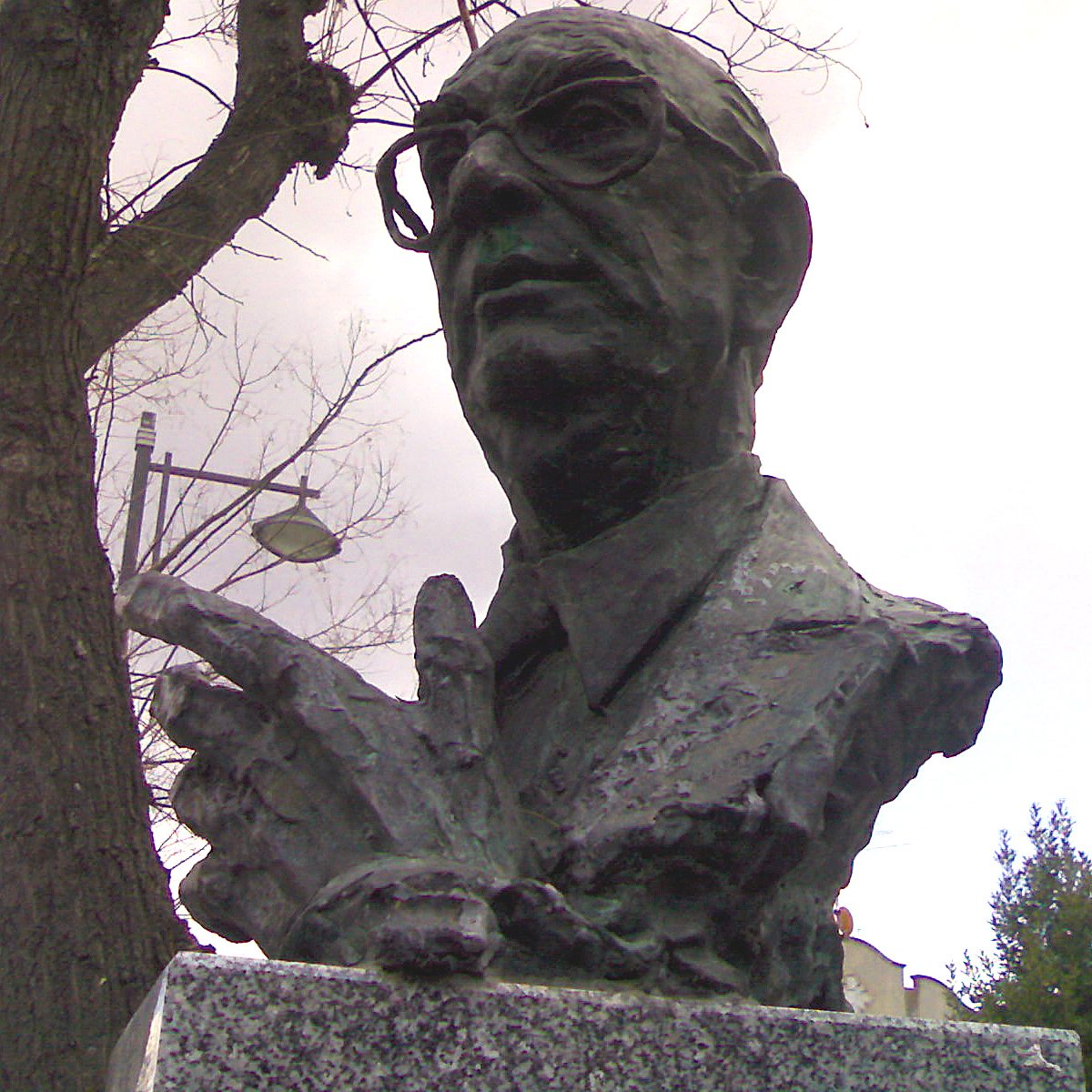
Escultura de Camilo José Cela a Guadalajara

Va néixer a la parròquia d'Iria Flavia, situada al municipi gallec de Padrón, l'11 de maig de 1916, fill de pare espanyol i de mare anglesa. De ben petit es traslladà a Madrid on cursà estudis elementals i batxillerat. Matriculat a la Universitat Complutense de Madrid en les llicenciatures de Medicina, Filosofia i Dret, no en finalitzà cap.
Durant la Guerra Civil espanyola va lluitar integrat en el bàndol franquista, sent ferit en el front i hospitalitzat. Un cop acabada la guerra, es va dedicar al periodisme i va ocupar diverses feines de caràcter burocràtic.
Es va casar amb María del Rosario Conde Picavea, amb qui, al cap de dos anys, va tenir un fill, José Camilo Cela Conde. Fou nomenat senador per designació reial a les Corts Generals de 1977, càrrec que va mantenir fins al 1979 amb la convocatòria de noves eleccions generals.
Membre de la Reial Acadèmia Espanyola des de 1957 fins a la seva mort, on va ocupar la butaca Q. Mestre del llenguatge i gran innovador de la narrativa en llengua castellana, és considerat per alguns un dels més grans escriptors del segle xx, amb troballes que obren noves vies a les transitades per escriptors com James Joyce, Franz Kafka, Marcel Proust i Samuel Beckett. La polifonia, el diàleg i el monòleg interior, el surrealisme, l'expressionisme i un fort contrast entre el lirisme i l'hiperrealisme són components que es barregen en la seva obra.
Cela morí el 17 de gener de 2002 a l'edat de 85 anys a la seva residència de Madrid, a causa d'unes complicacions coronàries el mateix dia que el seu fill Camilo José Cela Conde feia 56 anys.

## Obra literària
Als vint anys Cela escriví el seu primer llibre de versos, Pisando la dudosa luz del día, però enmig d'un panorama caracteritzat per l'abundància de novel·les d'escassa capacitat renovadora, el 1942 es produí un esdeveniment de singular importància literària: la publicació de La familia de Pascual Duarte. Una obra de marcat to existencialista, caracteritzant la vida amb un marcat to absurd.
El 1948 relata, sense excessiva cruesa, un món rural endarrerit i marginat a Viaje a la Alcarria, continuada pel realisme social dels anys cinquanta amb La colmena (1951), una de les seves altres obres cabdals, publicada a Buenos Aires, ja que la censura havia prohibit la seva publicació a Espanya.
Sempre inquiet i desitjós de buscar nous camins narratius, la seva següent novel·la Mrs. Caldwell habla con su hijo (1953), s'allunya del realisme per a capbussar-se en la ment d'una dona dement que dialoga amb el seu fill mort.
Entre els diversos premis guanyats al llarg de la seva vida cal destacar el Premi de la Crítica de Narrativa Castellana de 1956, en la seva primera edició, per La Catira; el Premi Nacional de narrativa de les Lletres Espanyoles el 1984, per Mazurca para dos muertos; el Premi Príncep d'Astúries de les Lletres el 1987, per l'elevada qualitat literària de la seva abundant i universalment coneguda obra i per la seva significació singular dins de les lletres hispanes d'aquest segle; el Premi Nobel de Literatura el 1989, per una prosa rica i intensa, que amb una compassió refrenada forma una visió desafiadora de la vulnerabilitat de l'home; el Premi Planeta el 1994, per La Cruz de San Andrés; i finalment el Premi Cervantes el 1995, màxim guardó de la literatura castellana.

## Obra publicada

### Narrativa
- La familia de Pascual Duarte (1942)
- Pabellón de reposo (1943)
- Nuevas andanzas y desventuras de Lazarillo de Tormes (1944)
- Viaje a la Alcarria (1948)
- La colmena (1951)
- Mrs Caldwell habla con su hijo (1953)
- La catira (1955)
- Tobogán de hambrientos (1962)
- Gavilla de fábulas sin amor (1962)
- Izas, rabizas y colipoterras: drama con acompañamiento de cachondeo y dolor de corazón (1964, amb reedicions el 1971, 1984 i 1990)
- Viaje al Pirineo de Lérida (1965)
- San Camilo 1936 (1969)
- Oficio de tinieblas 5 (1973)
- Crónica del cipote de Archidona (1977)
- Mazurca para dos muertos (1984)
- Nuevo viaje a la Alcarria (1987)
- Cristo versus Arizona (1988)
- Memorias, entendimientos y voluntades (1993)
- El asesinato del perdedor (1994)
- La cruz de San Andrés (1994), Premi Planeta
- Madera de boj (1999)

### Poesia
- Pisando la dudosa luz del día (1945)
- Poesía completa (1996)

### No ficció
- Diccionario secreto (I, 1968; II, 1971)

## Premis
- Premi de la Crítica de narrativa castellana (1956), per La catira
- Premi Nacional de narrativa de les Lletres Espanyoles (1984), per Mazurca para dos muertos
- Premi Príncep d'Astúries de les Lletres (1987)
- Premi Nobel de Literatura (1989), per al qual ja havia estat proposat des de 1982.
- Premi Planeta (1994)
- Premi Cervantes (1995)